# Elännesaari
Elännesaari är en ö i Finland. Den ligger i sjön Elännejärvi och i kommunen Mänttä-Filpula i den ekonomiska regionen  Övre Birkalands ekonomiska region  och landskapet Birkaland, i den södra delen av landet, 210 km norr om huvudstaden Helsingfors. Öns area är 1 hektar och dess största längd är 140 meter i öst-västlig riktning.